# Chilostomella
Chilostomella es un género de foraminífero bentónico de la subfamilia Chilostomellinae, de la familia Chilostomellidae, de la superfamilia Chilostomelloidea, del suborden Rotaliina y del orden Rotaliida. Su especie tipo es Chilostomella ovoidea. Su rango cronoestratigráfico abarca desde el Cretácico superior hasta la Actualidad.

## Clasificación
Se han descrito numerosas especies de Chilostomella. Entre las especies más interesantes o más conocidas destacan:
- Chilostomella czizeki
- Chilostomella globata
- Chilostomella oolina
- Chilostomella ovoidea

Un listado completo de las especies descritas en el género Chilostomella puede verse en el siguiente anexo.